# 閃電傳真機
《閃電傳真機》（英語：Flash Fax，1989年9月11日—1999年12月31日），是香港無綫電視翡翠台的兒童節目，在每星期一至五的下午4至5點播出，並會於翌日早上9至10點重播。此節目接替1980年代兒童節目，後來被同類型兒童節目《至NET小人類》取代。節目主持人當中，以譚玉瑛最為人熟悉，是唯一一位從節目開始播放做到節目結束的主持人。
《閃電傳真機》中較為人所熟悉的環節都是一些較早期的環節，包括《Auntie烏卒卒》（「烏卒卒」正字為「烏黢黢」）、《叉燒包與漢堡包》、《殭屍爺孫》、《麥氏偵探社》等。除了自製環節外，節目內會播放約半小時的日本動畫。此兒童節目使麥長青、黃智賢、譚玉瑛、梁詠琳、黎芷珊、蔡子健及伍文生友誼相當長久。
此外，首代六位主持曾為張國榮《活力》、太極樂隊《莫負青春》、呂方翻唱版《共享陽光》、林憶蓮《綠水清風》及陳松伶《創美好明天》（初版）等歌曲拍攝MV。TVB曾以《閃電傳真機兒歌集》名義出版兒歌CD。

## 閃電傳真機約會
2017年8月19日，前主持譚玉瑛在一間酒樓發起一個名為「搞大咗閃電傳真機同學會」的大型聚會，並慶祝閃電傳真機首播28周年 （1989-2017）。多位第一至第三代主持都有出席，濟濟一堂，可惜的是梁詠琳因身在美國而不能出席當晚的聚會。
2019年3月14日，當《閃電傳真機》一眾成員在台式火鍋店為黎芷珊補祝3月1日生日時，同場巧遇90年代經典處境劇《卡拉屋企》一眾演員，原來他們在同一地點相約食飯，眾人開心影大合照，而吳鎮宇他們正為「肥媽」盧宛茵慶祝66歲生日；只可惜其主持之一的黃智賢及梁詠琳二人因工作在身不能出席。
2019年9月，閃電傳真機為慶祝首播30週年，主持之一的譚玉瑛，和兩位第一代主持黃智賢及麥長青等人再次搞聚會。主持之一的黎芷珊因身在葡萄牙拍攝TVB節目二億人的世界而不能出席。

## 主持

### 女主持
- 譚玉瑛：由主持、到其後的至NET小人類及放學ICU，直至2014年轉投戲劇組。
- 黎芷珊：承襲，轉投司儀、娛樂節目主持及大型晚會司儀。
- 梁詠琳：返回美國並已婚。
- 朱茵：接替梁詠琳，短暫主持《閃電傳真機》約半年（1991-1992）。歌手黃貫中之妻，飼養了一隻西藏獒犬。
- 張沅薇：接替黎芷珊，現已退出娛樂圈。2021年底復出幕前。
- 顏菁葦：接替朱茵，丈夫為同一節目的男主持譚偉權。
- 黃悅：移居美國並轉職為瑜伽導師。
- 姚安娜：接替張沅薇，轉職為心靈導師並曾移居臺中，現已回流。
- 唐韋琪：接替顏菁葦
- 張潔蓮：接替姚安娜，已重投幼兒教育，其丈夫為袁文傑。
- 蓋世寶：曾離開TVB，一度回巢與譚玉瑛和黎芷珊主持懷舊清談節目《童你一起長大了》。
- 黃玉鳳（黃樂兒）已離開TVB，並且已經結婚
- 黃佩珊
- 張美妮：已婚，偶有參演TVB劇集及拍攝綜藝節目，同時為連鎖髮型屋和餐廳老闆。

### 男主持
- 駱俊文：退出娛樂圈。
- 黃智賢：1993年轉投劇組，《真情》是他的第二個代表作，已婚。
- 麥長青：1994年轉投劇組。已婚，育有一子一女。
- 魯文傑：已婚，育有一子。
- 譚偉權：太太為同一節目的女主持顏菁葦。
- 蔡子健：退出娛樂圈。
- 鄧健泓：於樂壇影視雙線發展，石詠莉之丈夫，現在移民加拿大。
- 羅貫峰：已婚並已退出娛樂圈，育有兩子一女。
- 李天翔：已婚，目前離開香港幕前往內地發展。 認字特警就是由閃電傳真機去到至Net小人類的代表作。
- 伍文生：已婚，育有兩子一女。於2021年重回TVB，並擔任最新兒童節目Hands Up之主持。

## 童星演員

### 男童星
- 周侃鋒
- 羅洛芹現在是警員
- 陸景恆
- 王文熙
- 張裕東：曾轉投無綫電視粵語配音組，因為意見不合已離巢
- 李厚賢：參閱李芷菁條目
- 黃禮文現在是眼科醫生

### 女童星
- 陳嘉嘉：後成為麥長青（麥包）經理人
- 劉淨然
- 上田莉棋：後成為旅遊專欄作家，並於英國求學
- 廖淑芬
- 廖淑芳
- 王紫菱
- 林啟慧
- 黃芳雯：後轉投香港開電視做主持
- 張杏姿
- 陳婷欣
- 區卓凝
- 潘曉彤
- 李芷菁：後成為花式溜冰選手，聯同她的弟弟李厚賢組成了一個組合「芷弟兵」
- 余詠怡
- 張曼彤
- 朱穎彥

## 環節
以下環節播出的年份和時間大都不同；播放的頻率也有不同，例如多數環節是每星期播一次，有些則星期一至五都播放。

### Auntie烏卒卒
《Auntie烏卒卒》是《閃電傳真機》早期一個教授英語的環節，後期因節目受歡迎而發展一系列關於烏卒卒的故事，占卜師烏卒卒住在沙漠中的一個帳篷內，身穿黑色阿拉伯吉卜賽女郎服裝，並擁有一個水晶球，占卜時會捽水晶球並口唸：「前捽捽、後捽捽，左捽捽、右捽捽」。有一次烏卒卒看見矇查查開辦咖哩雞課程賺外快，受沙漠居民歡迎，她也跟著開辦教人用水晶球占卜的課程，結果水晶球被眾人搶奪……
- 譚玉瑛 飾 烏卒卒（孤寒、愛諗縮數，但最後通常會身受其害）
- 麥長青 飾 矇查查（烏卒卒僕人、叫烏卒卒做Madam烏卒卒）
- 朱　茵 飾 烏冬（烏卒卒外甥女）
- 黃智賢 飾 聲大大
- 顏菁葦 飾 烏英（另一名占卜師，與烏卒卒亦敵亦友）

軼事
譚玉瑛在2014年張敬軒HINS LIVE IN PASSION演唱會上以「烏卒卒」造型現身舞台，並為其歌曲「青春常駐」擔任獨白，在分享生物大滅絕話題時來了個大轉彎，使她勸勉歌迷「朋友間的聚散，本是人生中的常事，你們別要太過傷心！」
2017年，譚玉瑛及黃智賢兩人首度合作的電視劇《雜警奇兵》以《烏卒卒重出江湖》作宣傳片段，聲大大表示即將要跟他表哥在香港一起住，並想預知自己會有一個怎樣的未來，從水晶球中得知，他的未來相當複雜，斬燒味（《真情》角色），販毒（《雷霆掃毒》角色），最後竟然變成一名警察（本劇角色）。當播出他在《雷霆掃毒》反派角色的金句︰「我最期待的畫面出現了！」他立即表示不滿︰「我從來沒有期待過這個畫面！」相信這句也是扮演者本人的心聲。
2021年9月，譚玉瑛扮演「烏卒卒」、黎芷珊則相隔30年後再度扮演「殭屍孫女」，宣傳其主持的「懷舊」節目《童你一起長大了》。

相關歌曲
《烏卒卒》（作曲／編曲：顧嘉煇　填詞：鄭國江　主唱：陳松伶）

### 叉燒包與漢堡包
此環節介紹各式美食，而主持人的頭頂上分別有叉燒包和漢堡包的帽子，他們在此環節中經常為吃中菜還是吃西餐而鬥嘴。節目早期是一個介紹美食的環節，後來亦不斷加入新角色，發展成故事系列之一。最難忘的是當中的味皇，他的打扮和《伙頭智多星》（味吉陽一）內味皇的打扮極之相似。
- 黃智賢 飾 叉燒包（介紹中菜）
- 梁詠琳 飾 漢堡包（介紹西餐）
- 張沅薇 飾 豆沙包
- 黃智賢 飾 味王
- 駱俊文 飾 功夫迷
- 駱俊文 飾 味精

相關歌曲
《叉燒飽與漢堡飽》（作曲／編曲：顧嘉煇　填詞：鄭國江　主唱：梁詠琳）

### 殭屍爺孫
殭屍爺爺和殭屍孫女是住在《閃電傳真機》錄影廠底下的坑渠，但經常被樓上的聲音騷擾，所以會變身成人到樓上去。殭屍爺爺會稱自己為「姜老孫」，殭屍孫女會稱自己為「姜蔥餅」，同時會叫黃智賢（Ben）做「笨」哥哥。此外，殭屍孫女有句口頭禪，就是「嚇到我個心bup lup bup lup咁跳啊!」，並最喜歡吃lolipop（波板糖）。當黎芷珊要離開《閃電傳真機》時，就安排了殭屍孫女去外國；而接替黎芷珊的張沅薇（Amy）加入後，就飾演殭屍爺爺的外孫女，由外國回港。她還認識怪家庭一家人，而《頑皮家族》的MTV亦是由他們合演。殭屍爺爺每次說話前都會摸一下鬍鬚，再加一句口頭禪: 「咦乎係乎」，但到現在仍然不知道這句說話是甚麼意思。還有，無論殭屍孫女做錯甚麼事都好，殭屍爺爺都會叫她「乖孫女」。
跳跳紮紮遊香港
《跳跳紮紮遊香港》是另一個由殭屍爺爺和殭屍孫女主持的環節，介紹香港風光名勝。
- 駱俊文 飾 殭屍爺爺
- 黎芷珊 飾 殭屍孫女
- 梁詠琳 飾 殭屍姑姑
- 張沅薇 飾 YUMMY（欣美）（殭屍爺爺的外甥女）

殭屍操
殭屍爺孫每星期也會教小朋友跳「殭屍操」，總共有49式，而每期《香港電視》亦會刊登。
相關歌曲
《跳跳紮紮遊香港》（作曲／編曲：顧嘉煇　填詞：鄭國江　主唱：陳松伶）

### 麥氏偵探社
這是《閃電傳真機》內一個解迷故事，麥偵探身穿褐色乾濕褸，手持甘筍，每集片頭也播放著像《占士邦》的片段，他表示刻意模仿周潤發在《賭神》的形象，需要於故事中破解不同的離奇案件，一旦沒有甘筍吃便不能破案，他每次破案前也會說：「小朋友，畀一分鐘時間你哋諗下！」 之後電視螢幕上便會出現一個鐘倒數60秒（現實時間並不足60秒），跟著謎題便會由麥偵探解開。
- 麥長青 飾 麥偵探
- 黎芷珊 飾 戴銀（第一代女助手/秘書）
- 朱　茵 飾 糖糖（第二代女助手）
- 張沅薇 飾 Yoyo公主 （第三代女助手，暗戀麥偵探）
- 姚安娜 飾 春麗（第四代女助手）
- 駱俊文 飾 方程式（數學博士之密探，常在麥偵探Office高樓窗口偷聽，卻常從高處墮下仍然生還）
- 黃智賢 飾 數學博士（麥偵探的死對頭）
- 駱俊文 飾 彼德市長（所管轄的市鎮為P市）
- 黃智賢 飾 查理（警察探長，也是麥偵探的好朋友，每次遇到案件的第一反應是說「有可疑！」）
- 魯文傑 飾 米高（接替查理的警察探長）

相關歌曲
《蛛絲馬跡》（主唱：黃耀明 曲：蔡更德　詞：黃浩然　編：Roel. A Garcia）
《麥偵探的畫謎奇案》（主唱：陳奕）

### 新科技
新科技是一名身穿特務裝束，穿黑西裝，黑領呔，黑眼鏡的角色。這環節的目的是為小朋友介紹最新的資訊及科技。上司以傳真的方式來把新科技送往目的地，而該傳真機卻不太可靠，經常把新科技的裝束，如領呔、眼鏡等漏傳。他經常用自己的手錶跟自己的上司聯絡。
- 黃智賢 飾 新科技
- 麥長青 飾 波士（只有聲音出現）

### 古怪家庭
這個單元主要是介紹不同地方的新奇有趣新聞。改編自愛登士家庭。殭屍爺爺曾經作了一副對聯：「怪手怪腳怪家庭，怪人怪語無人明」。小怪曾經冒認轉校生出現在戴家庭學校，引來一陣恐慌……
- 黃智賢／譚偉權 飾 怪爸爸
- 羅洛芹 飾 縮水怪爸爸
- 譚玉瑛 飾 怪媽媽
- 麥長青 飾 怪管家
- 朱茵／顏菁葦 飾 小怪
- 不詳 飾 阿手（是從寶箱伸出來的一隻手）
- 魯文傑 飾 達達Cousin（頭髮向上梳得很高成箭豬頭）
- 姚安娜 飾 睡姨

相關歌曲
《古古怪怪》（主唱：草蜢）

### 鼠洞
講述一個老鼠洞的故事。而每次阿鼠爸爸和部下出場都會穿綠軍遊擊隊裝，牠的部下都會大喊：「阿鼠爸爸頂呱呱，係鼠見到佢都怕！」。阿鼠爸爸曾經出過自傳、開演唱會、舉辦微笑日、被郵差鼠徵為筆友、被困在自己鼠洞、遇見小紅帽……
- 駱俊文 飾 大盜阿鼠爸爸
- 麥長青 飾 大隻鼠、黃飛鼠、朱古力（貓）
- 黃智賢 飾 阿城
- 朱　茵 飾 阿雪
- 譚玉瑛 飾 醒媽、阿花（貓）
- 張沅薇 飾 四眼鼠，後來戴隱形眼鏡改稱曲奇鼠
- 顏菁葦 飾 Kitty（阿鼠爸爸的女兒，同時也是鼠俠吱吱吱）
- 周侃鋒 飾 老老老師
- 魯文傑 飾 郵差鼠

相關歌曲
《小老鼠與大花貓》

### 戴家庭
節目早期是一個介紹家族倫常關係的環節，後來亦不斷加入新角色，包括小賢、小琳、小咪、小菁、小茵等，發展成故事系列之一。主角為麥長青飾演的戴家庭，其姐戴家姐及其弟戴家彈，分別由譚玉瑛和駱俊文飾演。
- 麥長青 飾 戴家庭（老二）／標叔叔（老師）
- 譚玉瑛 飾 戴家姐（老大）
- 駱俊文 飾 戴家彈（老三）
- 黃智賢 飾 爸爸／小彥
- 黎芷珊 飾 媽媽
- 朱　茵 飾 小茵（戴家庭的鄰居，家彈叫她牛王妹，家姐視她如姐妹）
- 梁詠琳 飾 小琳
- 張沅薇 飾 小咪

未來家庭
為戴家庭後人，輾轉留落20世紀，有爸爸、媽媽（顏菁葦）、高大（魯文傑）和溫柔。
相關歌曲
《戴家庭》（主唱：溫兆倫）

### 點歌環節
兒歌通訊站
由吳晶晶和黃寶君 主持。
叮噹榜
吳晶晶和黃寶君主持（叮叮、噹噹），每一首候選歌會有一個人物代表，麥長青曾經扮過新城童夢，則卷千平；梁詠琳扮過小雲；兒歌直播室由DJ Solo讀小朋友的來信（點歌），和播放兒歌。
- 朱　茵 飾 DJ Solo（愛收集海報和食零食）
- 顏菁葦 飾 Circle（Solo接班人）
- 譚偉權 飾 Garilario
- 姚安娜 飾 Annanisio

### 普通二人組
教授普通話環節，後來演變成一間國際學校的故事，裡面就讀的學生來自很多不同國家，例如中國、日本、印地安等，他們穿的是代表他們國家的服飾。
- 麥長青 飾 誇啦啦（印第安人）
- 譚玉瑛 飾 舍監
- 黃智賢 飾 Rambo
- 駱俊文 飾 Turbo
- 朱　茵 飾 Susan
- 張沅薇 飾 美子（日本和服女學生）
- 顏菁葦 飾 滿分（中國人）

### 神經博士
- 黃智賢 飾 推銷員
- 駱俊文 飾 神經博士
- 顏菁葦 飾 神經碩士

神經博士和神經碩士會發明一些古怪東西，好像神奇藥水會令人隱形，重複器，無聲機等；如多啦A夢的法寶被人使用時會有反效果出現，一次神經碩士誤服變成昆蟲，另一次推銷員變成一棵樹。

### 校外智多星
用扭計骰做片頭，「校外智多星」突擊隊會隨時在每一間學校門口出現，問小朋友有關常識及時事問題，每答對一題，被會送出一份獎品，並在回答者身上貼上一顆星貼紙。最後會有一條本週時事難題，考大家有沒有留意新聞，答對的小朋友會有一份大獎。

### 遊戲
第一代《衝出原始島》，以古埃及為背景的遊戲，每次參賽者4位。第一代的參賽者分別稱為「一石」、「二鳥」、「三蟲」、「四Duck」。遊戲目的是從老妖手中救回公主。
- 第1關：參賽者要將4個炸藥及1個響鬧逐一運返地面，用滑梯滑落斜坡，然後再用繩索連物件爬回地面；
- 第2關（舞得壇）：參賽者身上會被貼著12隻蜘蛛貼紙，然後要在一分鐘內狂跳，把蜘蛛跳走；
- 第3關：參賽者要回答老妖（譚玉瑛飾演）的問題，在發泡膠粒池找答案（通常為普通的加減乘除四則運算問題），達到一定分數便可以救公主，但是不一定能救到真公主，因為老妖會叫參賽者在2個石壁中選擇其一（一個後面是真公主，一個則是假公主），然後把其打破，所以如果選錯了，則判定為輸掉，還要被老妖留下做奴僕。

第二代《魔域傳說》的參賽者名稱則改稱為「猛虎」、「飛龍」、「魔蠍」、「火鳥」。遊戲目的是從老妖手中奪回神盾挽救地球。
- 第1關（地下炸彈城）：參賽者要將4個炸藥及一個響鬧逐一運返地面，用滑梯滑落斜坡，然後再用繩索連物件爬回地面，炸彈完成進度最慢的參賽者會被淘汰，倘若出現和局，便全部4位參賽者均可出線往第二關；
- 第2關（舞得壇）：參賽者身上會被貼著7或10隻蜘蛛（視乎參賽者人數），然後要在30秒內狂跳，把蜘蛛跳走，身上剩餘蜘蛛數量最少的2位參賽者可出線往第3關；
- 第3關（神盾大殿）：參賽者人數為2人；參賽者要回答老妖的問題，並用鎚子敲打「對」或「不對」以選擇答案，答對的參賽者便要拿一個金幣前往換取一張分數卡（分別有5000、10,000、20,000、30,000、40,000及50,000分），然後再回到自己站立的位置刷卡才會獲得分數；此回合必須要有其中一位參加者在2分鐘的限時內達到一定分數才算勝出，倘若參賽者在限時內未能取得要求的分數或以上，便會輸了，還要被老妖留下做奴僕。

速戰速決300秒

### 其他
傳真通訊社（傳真超短波）
由魯文傑飾演魯傳真，以新聞報導形式報導新奇有趣的資訊。
二人三談
由譚玉瑛、譚偉權主持的清談環節，讓小朋友參與分享夢想及校園生活。
認字特警
由譚玉瑛、李天翔飾演特警，教授常見的錯別字。
每次教授錯別字後，總會叫出「我哋係認字唔認人嘅認字特警組，編號999。」
部首捕手
介紹難字的部首，部首名會出現在球上
大鼻子偵探
由鄧健泓飾演大鼻子偵探。
香港指南Jump
由蔡子健和黃悅主持，介紹香港的郊遊景點。94年暑假時，這個環節更有一個《點點都有Fun》有獎問答遊戲。
主題歌曲：香港指南針　（主唱：梁漢文）
一路Walk，一路Talk
由麥長青和姚安娜主持。
我係小管家
由譚玉瑛主持。
創作號巴士
由譚玉瑛主持，讓小朋友展示和介紹自己畫作的環節。
咕啦咕啦開心樂園
由張潔蓮、蓋世寶、伍文生主持，每集會邀請嘉賓和在場小朋友一起玩遊戲。
LuLu趣Book Book
由蓋世寶主持，每集介紹一本有趣的書本。
煲仔仙
由姚安娜飾演。
大小追蹤
由大記者（黃智賢）、小記者（梁詠琳）、實習記者May May主持。
等我話你知
智多多（駱俊文）介紹不同物件的生產情形和參觀工廠。
七十二行小人類
透過參與工作體驗讓小朋友了解有關工作。
動物探奇團
空中暢遊
1983年開始至今，每年由航空公司贊助、給小朋友免費坐飛機的活動。同名主題曲《空中暢遊》由陳松齡主唱。
夏季 Sha La La
在《閃電傳真機》時代，無綫於暑期舉辦的兒童活動的統稱，前身是《430穿梭機》時代的《共享陽光》。由1992年至2010年，則稱為《TVB兒童節》。
至Kid嘭嘭嘭
由鄧健泓飾主持，介紹英文歌環節。
齊來展所長
由駱俊文（阿文）飾演展所長。
沙灘鬥多Fun
介紹水上安全。
老鼠Little Star
童星大招募比賽。
波鞋小靈精
波鞋（黃智賢）和小靈精（梁詠琳）主持，介紹運動。
情報200秒
介紹不同社團資訊。
未來畫室、立體畫室、查理B公爵畫室
Fit仔Fit女大行動
Captain Fit（麥長青）主持。
超時空小博士
由朱茵主持，介紹科學實驗和原理。
理想實驗室
由I博士和Q仔（魯文傑）主持。
芝士學堂
夢想實現室

## 曾於節目中播出的卡通片
兩套首先安排於《閃電傳真機》內播放的動畫是《求知奇遇記2》和《龍珠》（各15分鐘），最後一套是《反斗小王子》。值得一提的是，《龍珠》其實是早於1988年2月開始，已經安排於星期日早上播放，直至1989年3月，到了同年9月才安排於《閃電傳真機》續播，但是除了片頭曲改為播放粵語版本（之前片頭曲及片尾曲是播放日語版本）外，更因為安排於下午的兒童節目時段，遭到大幅度的刪剪，部份集數更刪剪至只有一節。

### 1989年至1990年
- 龍珠（主題曲：飄渺的遠方　主唱：黃翊）
- 求知奇遇記2（主題曲：求知奇遇記　主唱：陳松齡　曲：顧嘉煇　詞：鄭國江）
- 捉鬼敢死隊（主題曲：捉鬼敢死隊　主唱：草蜢）
- 銀河聖戰士（主題曲：燃點生命　主唱：周影）
- 魔動王（11月29日）（主題曲：魔法時代　曲：宮下智　詞：因葵　唱：曾航生）

### 1991年
- 童夢（1月25日）（主題曲：時代節奏　曲：唐奕聰　詞：因葵　唱：劉錫明）
- 四驅小子（3月4日）（主題曲：四驅小子　主唱：吳婉芳　詞：向雪懷　曲：王祖輝）
- 長腿叔叔（5月8日）（主題曲：夢中天使　主唱：唐韋琪）
- 三眼小子（8月5日）（主題曲：三眼小子　主唱：李克勤　和音：關淑怡）
- 江戶小捕快（日语：江戸っ子ボーイ がってん太助）（9月9日）（主題曲：正義偶像　主唱：馮家俊　曲：顧嘉煇　詞：鄭國江）
- 赤光彈茲里安（日语：赤い光弾ジリオン）（10月9日）（主題曲：魔煞小子　主唱：馮家俊　曲：顧嘉煇　詞：鄭國江）
- 叮噹（12月17日）（主題曲：叮噹　主唱：陳松伶）

### 1992年
- 魔法少年（2月28日）（主題曲：魔法少年　主唱：梁漢文）
- 伙頭仔昆布（日语：OH!MYコンブ）（4月15日）（主題曲：嘩！伙頭仔昆布　曲：蔡一智、蔡一傑　詞：向雪懷　編曲：盧東尼　主唱：草蜢）
- 仙樂飄飄處處聞（5月15日）（主題曲：仙樂處處飄　主唱：袁鳳瑛 ）
- 機動警察（7月10日）（主題曲：未來警察　曲：羅大佑　詞：林夕　編：花比傲　唱：Barry Chung、鄧祖德、張偉文）
- 神秘的花園（9月14日）（主題曲：神秘的花園　曲：王雙駿　詞：潘偉源　唱：何詠琳／蔣卓樂 ）
- 太空老鼠吱吱吱（英语：Topo Gigio）（11月10日）（主題曲：長夜真不錯　曲：鍾鎮濤　詞：潘偉源　唱：鍾鎮濤）
- 無敵3x1（12月28日）（主題曲：正義　曲／編：盧東尼　詞：向雪懷　唱：黎瑞恩）

### 1993年
- 莎莉變又變（3月8日）（主題曲：莎莉變又變　主唱：陳松伶　曲／編：黃思源　詞：鄭國江 ）
- 蝙蝠俠（主題曲：再戰蝙蝠俠　曲：Yasushi Ishii　詞：陳少琪　唱：杜德偉）
- 高智能方程式（6月7日）（主題曲：你讓我找到未來　曲：草生　詞：因葵　編：周啟生　唱：草蜢）
- 達爾大冒險（9月）（主題曲：達爾大冒險　主唱：蘇永康）
- 媽媽是小學四年生（12月10日）（主題曲：寶貝甜心　曲：小豐　詞：向雪懷　編：張兆鴻　唱：湯寶如）

### 1994年
- 超級魔神戰記（主題曲：天使之歌　主唱：鄭伊健　曲：陳光榮　詞：陳少琪）
- 超人小子（4月22日）（主題曲：超人小子　曲／編：方樹樑　詞：張美賢　唱：黎瑞恩）
- 草原小天使（5月31日）（主題曲：草原小天使　主唱：袁鳳瑛）
- 幻法雙子星（7月25日）（主題曲：心靈相通　主唱：劉小慧）
- 大耳鼠芝比（10月3日）（主題曲：全城來吧Cha Cha Cha　曲：Nobuyoshi Koshibe　詞：陳少琪　編：黃尚偉　唱：楊采妮）
- 聖誔前的故事（11月7日）
- 裝甲拯救隊（主題曲：裝甲拯救隊 主唱: 海俊傑）

### 1995年
- 老虎仔樂園
- 卡拉OK戰士（日语：カラオケ戦士マイク次郎）（主題曲：我的理想　主唱：陳奕迅，收錄於1998年的合輯《巨星兒歌》（CD-02-1273））
- 偶像小英雌（日语：超くせになりそう）（4月5日）（主題曲：快樂是必須　主唱：張玉珊）
- 深海中的朋友
- Duck Chick探險隊（8月31日）（主題曲：快趣實力派　主唱：湯寶如　曲/編：譚國政、甘志偉、葉展華　詞：陳少琪）
- 頑童歷險記（5月19日）（主題曲：歷險　主唱：鄭嘉穎）
- 元氣爆發（6月22日）（主題曲：元氣爆發　主唱：張崇基、張崇德）

### 1996年
- 伙頭爸B（7月8日）
- 十二守護戰士
- 新足球小將
- 百變小姬子（9月2日）
- 新雪姑七友

### 1997年
- kobo看天下（主題曲：快樂Cha Cha Cha　曲：方樹樑　詞：陳建穎／鄭鳴　唱：陳建穎）
- 玻璃鞋公主/灰姑娘
- 櫻桃小丸子（3月14日）（香港版序幕曲：問題天天都多　曲：織田哲郎　詞：胡人　唱：歐倩怡　香港版閉幕曲：小丸子的心事　曲：織田哲郎　詞：李敏　編：丁偉斌　唱：何韻詩）
- 婚紗小天使（7月7日）（主題曲：婚紗構思　曲：李健達　詞：李敏　主唱：姚琇齡）
- 超時空少年（主題曲：前進啊！gulliver boy　曲：山崎利明　詞：韋然　主唱：安德尊）

### 1998年
- 星際漫遊ya ya ya（英语：YAT安心!宇宙旅行）（主題曲：星際漫遊ya ya ya　主唱：劉愷威）
- 哈利動物園（英语：はりもぐハーリー）（主題曲：哈利動物園　主唱：胡諾言）
- 飘零燕（又名《阿尔卑斯山的少女》 主唱：蔡麗貞）
- 恐龍島飄流記（英语：恐竜冒険記ジュラトリッパー）

### 1999年
- 體操小子
- 反小王子（主題曲：皇子的美學研究　作曲：山本洋太　填詞：因葵 主唱：梁漢文）
- 童話的星空
- 小淘氣smile
- 護士小天使（5月24日）
- 閃電戰車 Go Go Go（主題曲：無敵GoGoGo　主唱：安德尊）
- 超時空金牌小女將（7月12日）（主題曲：非一般格鬥　詞：張美賢　唱：唐韋琪）

## 主題曲
閃電傳真機（第一代）（1989年至1990年）
主唱：李克勤 作曲：林鑛培 填詞：李克勤 編曲：林鑛培 監製：黃祖輝（收錄於李克勤《李克勤Remix》）
閃電傳真機（第二代）（1990年至1992年）
大致和第一代主題曲一樣，不過，主唱除了李克勤還有兒童合唱。（收錄於李克勤《破曉時份》）
閃電傳真機（第三代）（1993年至1995年）
和第一代接近，主題曲換上鄭嘉穎及唐韋琪的合唱版，歌曲亦重新編過，加入了《London Bridge is Falling Down》和另一首西方傳統歌曲；但收錄在CD的，卻是Box Remix版，並加上了鄭柏林（小柏林）合唱。
（收錄於《寶麗金未來的天才》 《寶麗金心愛 remix 精選》）
閃電傳真機（第四代）（1995年至1999年）
歌曲的另一個名字是「無盡的宇宙」。主唱：陳松伶

## 閃電傳真機片尾曲
快樂專線（1992年至1993年初）
主唱：梁詠琳、馮家俊
創美好明天 （1989年至1993年中期為閃電傳真機第一代插曲，1994年初被改成為第二代片尾曲）
主唱：陳松伶

## 衍生作品
因為《閃電傳真機》播放了十年，並且很受歡迎，所以成為了一代人的文化，產生了以此為主題的創作。
- 《嘔電傳真機》
- 《循環不息的宇宙》

## 外部連結
- 《穿梭機》之後 《ICU》之前 經典兒童節目你識幾多？